# Fundação Cultura Artística de Londrina
Fundação Cultura Artística de Londrina mais conhecida pela singla FUNCART é um centro de treinamento para diversos setores da Artes Cênicas,a instituição fica sediada no município de Londrina, Paraná.

## História
A Funcart foi fundada em 3 de dezembro de 1990 por Silvio Ribeiro, Leonardo Ramos e Vanerli Beloti, mas oficialmente registrada no dia 10 de outubro de 1994 como "Fundação de Direito Privado". É uma instituição privada sem fins lucrativos, de cartáter cultural que gerencia uma Escola Municipal de Dança, a Escola Municipal de Teatro, o Ballet de Londrina, o grupo amador de dança "Ballezinho de Londrina" e o Circo Funcart.
Hoje, a instituição é uma referência no trabalho de formação continuada na área de artes cênicas no interior do país, vários ex alunos da escola de todas as áreas, estão hoje contratados ou passarem por Companhias Profissionais, tais como o Ballet da cidade de São Paulo, o Ballet do Teatro Castro Alves, Companhia de Dança Batsheva e o próprio Ballet de Londrina.